# Arte dei Corazzai e Spadai

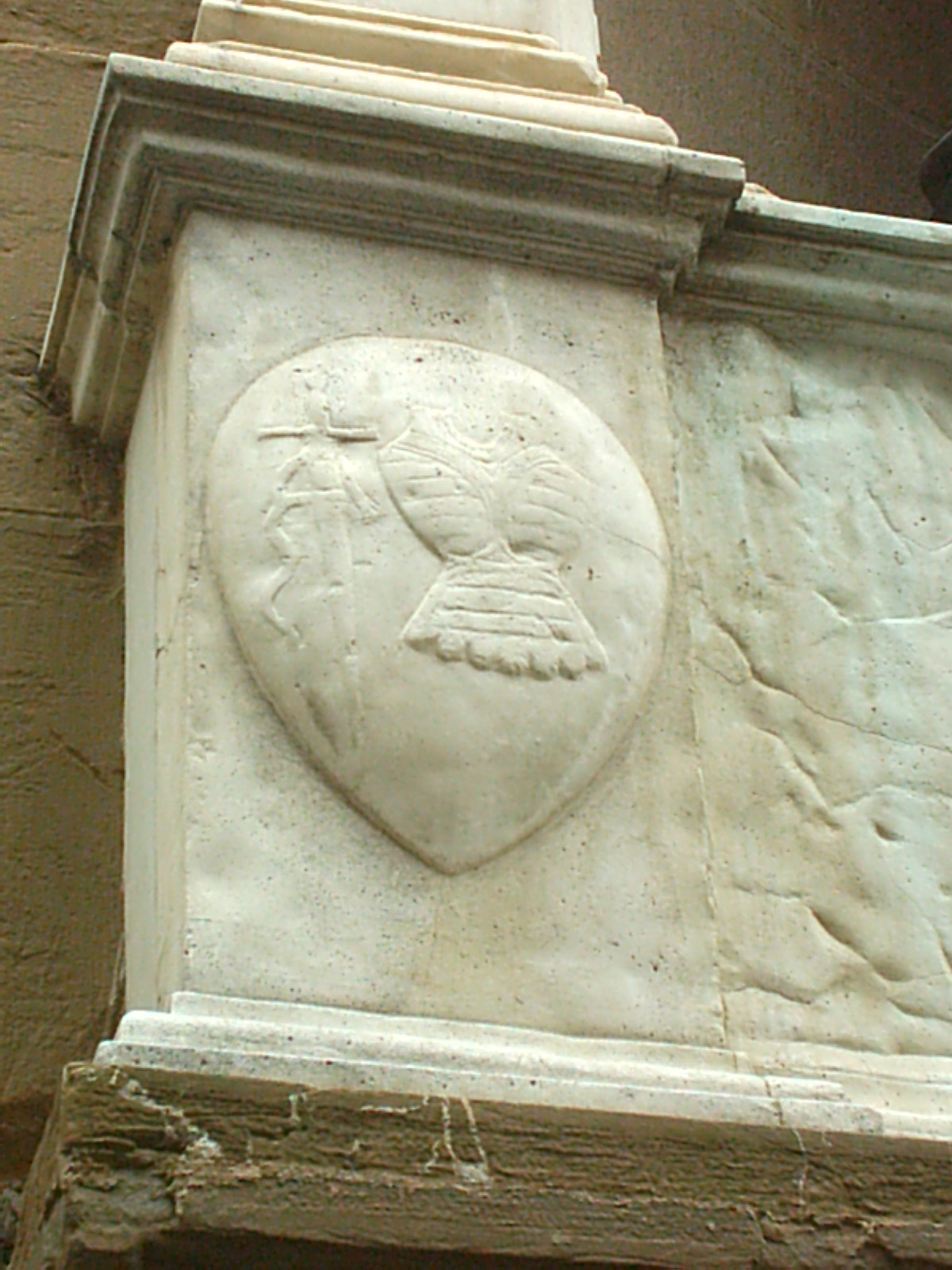
Armoiries à OrsanMichele

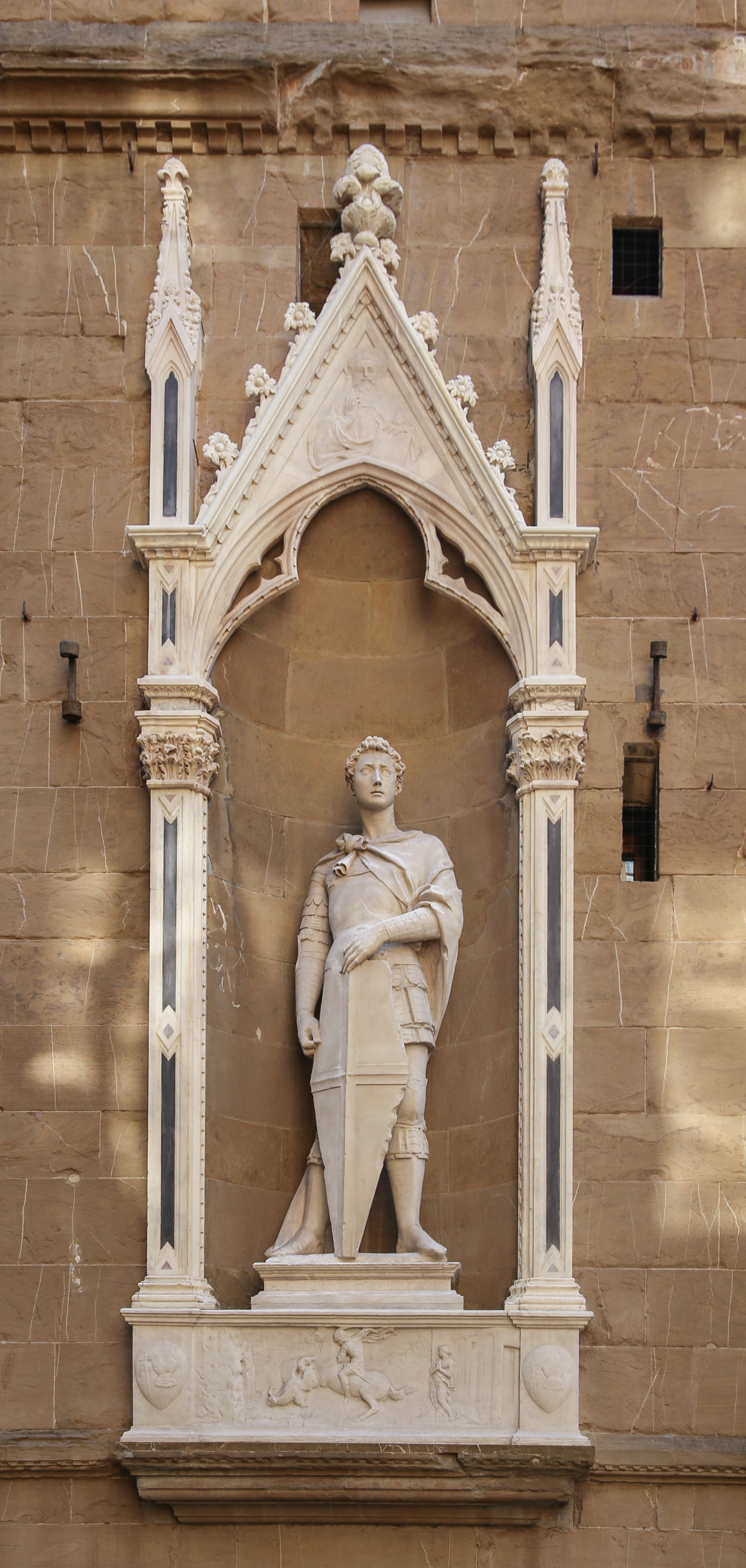
Saint Georges de Donatello à Orsanmichele

L'Arte dei Corazzai e Spadai est une corporation des arts et métiers de la ville de Florence, l'un des  arts mineurs des Arti di Firenze qui y œuvraient avant et pendant la Renaissance italienne.

## Membres de la corporation
Les fabricants de cuirasses et d'épées et tous les  types d'armes d'attaque et de défense. Ils furent réputés  dans toute l'Europe  pour la qualité  de leur travail et pour la bonne trempe de leurs aciers. La Commune de Florence, première intéressée à l'achat d'armes et d'armures, établit par une loi la qualité de l'acier à employer pour ses milices.

## Saint patron
- Saint Georges représenté par une statue de Donatello, dans l'une des niches (tabernacoli) de l'église d'Orsanmichele.

## Héraldique
Épée et  cuirasse au naturel sur champ blanc.